# Környe vasútállomás
Környe vasútállomás egy Komárom-Esztergom vármegyei vasútállomás, Környe településen, a MÁV üzemeltetésében. A belterület déli részén helyezkedik el, közúti elérését a 8119-es útból kiágazó 81 323-as számú mellékút biztosítja.

## Vasútvonalak
Az állomást az alábbi vasútvonalak érintik, illetve érintették:
- Tatabánya–Oroszlány-vasútvonal
- Környe–Pápa-vasútvonal

## Kapcsolódó állomások
Az állomáshoz az alábbi állomások vannak a legközelebb:
- Bánhida megállóhely (Tatabánya–Oroszlány-vasútvonal)
- Kecskéd alsó megállóhely (Tatabánya–Oroszlány-vasútvonal)
- Kecskéd megállóhely (Pápa vasútállomás, Környe–Pápa-vasútvonal)

## Forgalom
| Járat | Útvonal | Gyakoriság |
| ----- | --- | ---------- |
| S12   | Budapest-Déli – Budapest-Kelenföld – Budaörs – Törökbálint – Biatorbágy – Herceghalom – Bicske alsó – Bicske – Szár – Szárliget – Alsógalla – Tatabánya – Bánhida – Környe – Kecskéd alsó – Oroszlány | Óránként   |